# Рашко Бораджиев
Рашко Бораджиев е български офицер, демократ, патриот, командир на Трети пехотен бдински полк, кавалер на три ордена за храброст, редактор на в. „Просвета“.

## Биография
Рашко Бораджиев е роден е на 7 октомври 1885 г. в с.Кестамбул сега Момин Сбор, община В.Търново.
Започва кариерата си на фронта през Първата световна война. Ранен е в боя при Люле Бургас и въпреки заповедта да напусне сражението, не се подчинил. За геройството си е награден лично от цар Фердинанд с ценна сабя с рубини. Съставя учебник по стрелково дело, който новобранците изучават през първите си дни в казармата. Командва Трети пехотен бдински полк от 1933 до 1935 г., когато е уволнен заради републиканските си възгледи. При голямото наводнение през март 1942 г. полковник Рашко Бораджиев ръководи евакуацията от квартал „Калето“ във Видин. Известен като един от хората, помогнали за спасяването на видинските евреи.